# Площево
Площево (біл. Плошчава) — село в Білорусі, у Пінському районі Берестейської області. Орган місцевого самоврядування — Калауровицька сільська рада.

## Історія
У 1921 році село входило до складу гміни Лемешевичі Пінського повіту Поліського воєводства Польської Республіки.

## Населення
Станом на 10 вересня 1921 року в селі налічувалося 60 будинків та 392 мешканці, з них:
- 199 чоловіків та 193 жінки;
- 383 православні та 9 юдеїв;
- 383 «тутейші» та 9 євреїв.

За переписом населення Білорусі 2009 року чисельність населення села становило 42 особи.